# Реннелл (остров)
Реннелл (англ. Rennell Island) — самый южный в группе Соломоновых островов, принадлежит одноименному государству. Площадь — 660,1 км². Население — 2032 человек (2009). Размер 15 на 86 км. Подвержен воздействию частых циклонов.
Включён в список Всемирного наследия ЮНЕСКО. Объект наследия занимает площадь в 37 000 га на территории южной трети этого острова, и также включает в себя прилегающую акваторию радиусом в 3 морские мили. Главным природным объектом острова является озеро Тегано, которое является бывшей лагуной этого атолла, крупнейший внутренний водоём Океании, занимая площадь 15 500 га. В нём содержится солоноватая вода и множество известняковых скалистых островков. В нём обитает несколько эндемичных видов. Остальная, преобладающая часть, острова преимущественно покрыта густыми лесами, образующими сплошной полог на высоте 20 метров.
Один из крупнейших орнитологических центров.